# 中華民國—賴索托關係
中華民國與賴索托王國於1966—1983年、1990—1994年有官方外交關係，斷交後，目前沒有在對方首都互設具大使館功能的代表機構。對賴索托的相關事務由駐南非共和國臺北聯絡代表處兼轄。

## 政治

### 外交

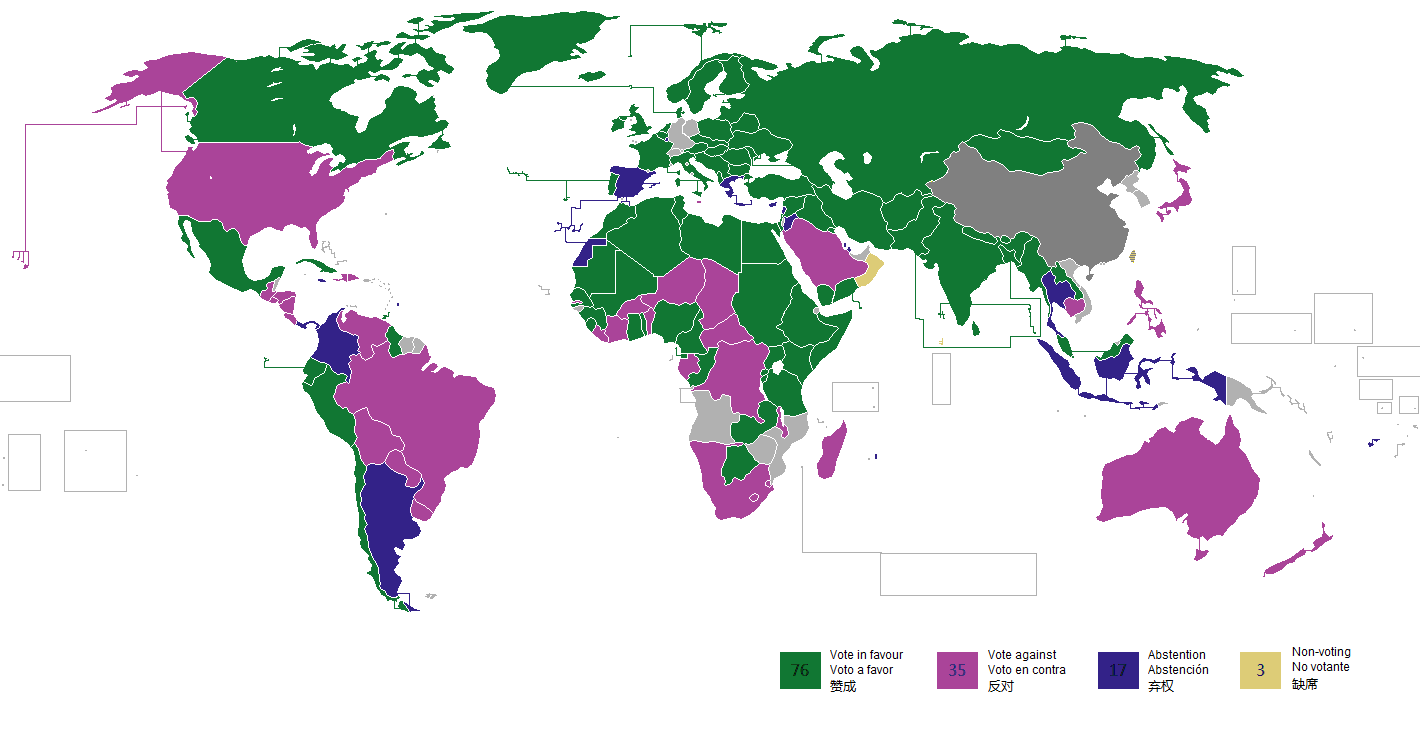
紫色國家表示在1971年的投票中支持中華民國續留聯合國，即《聯合國大會2758號決議》，其中包括賴索托。

1966年10月4日，賴索托獨立。10月31日，賴索托與中華民國建立外交關係。於首都馬塞盧設立中華民國駐賴索托王國大使館，並派駐大使。賴索托則未設立大使館、派駐大使。中華民國政府曾因萊索托旱災，而向萊索托捐助1,000公噸玉米，並派出農耕隊協助種植玉米，因產量滿意而被萊索托首相喬納森透過廣播向中華民國政府致謝。
1971年10月25日，賴索托在聯合國大會上支持中華民國保有「中國」席次。
1983年5月14日，兩國斷交，賴索托改與中華人民共和國建交。
1986年，萊索托發生軍事政變，軍方接掌政權。中華民國政府於是在1989年3月向萊索托軍政府貸款3,000萬美元用作興建水壩，並派出時任外交部次長章孝嚴和外交部非洲司副司長杜靈兩度訪問萊索托，以期望萊索托軍政府與中華民國重新建交。其後在一名當地經營餐館的華僑和一名前行政院農業委員會官員的協助之下，中華民國於同年年底與萊索托軍政府達成建交協定，並於翌年4月5日生效。
1990年4月5日，賴索托與中華民國復交。7日，中華人民共和國與其斷交。賴索托在與中華民國復交期間未設立大使館、派駐大使。
1991年2月24日，賴索托軍事委員會委員賴洛托里准將抵台訪問。期間會見外交部長錢復、外交部政務次長房金炎、行政院衛生署長張博雅等官員。10月8日，軍事委員會委員加訥上校亦抵台訪問，並參加中華民國國慶活動。12月，政務次長房金炎訪問賴索托。
1991年5月21日，賴索托國內發生暴亂後，中華民國旅賴僑民撤至南非勒迪布蘭德市救難中心者已達400人，其中中華人民共和國公民有84名。並由中華民國駐賴索托大使館、駐南非大使館及駐約翰尼斯堡總領事館全力配合下，已提供難僑妥善之照顧；政府基於保僑、護僑之立場，業由外交部和僑務委員會分別急匯5萬美元，另中國大陸災胞救濟總會亦透過外交部電匯5萬美元，配合進行濟助受難僑胞事宜。當時之濟助行動由駐賴索托大使館統籌協調辦理。
1994年1月12日，賴索托與中華民國再度斷交。

## 經濟

### 貿易
| 年分 | 貿易總額   | 貿易總額 | 貿易總額 | 出口至賴索托 | 出口至賴索托 | 出口至賴索托 | 自賴索托進口 | 自賴索托進口 | 自賴索托進口 | 順逆差 |
| 年分 | 金額       | 年增減   | 排名     | 金額         | 年增減       | 排名         | 金額         | 年增減       | 排名         | 順逆差 |
| ---- | ---------- | -------- | -------- | ------------ | ------------ | ------------ | ------------ | ------------ | ------------ | ------ |
| 2017 | 55,884,554 | ▲2.8%    | 100      | 55,635,418   | ▲3.0%        | 85           | 249,136      | ▼32.5%       | 175          | 順差▲  |
| 2018 | 68,119,206 | ▲21.9%   | 97       | 68,022,913   | ▲22.3%       | 80           | 96,293       | ▼61.3%       | 191          | 順差▲  |
| 2019 | 64,422,799 | ▼5.4%    | 94       | 63,931,490   | ▼6.0%        | 80           | 491,309      | ▲410.2%      | 172          | 順差▼  |
| 2020 | 49,216,006 | ▼23.6%   | 103      | 48,986,751   | ▼23.4%       | 84           | 229,255      | ▼53.3%       | 172          | 順差▼  |
| 2021 | 48,232,875 | ▼2.0%    | 108      | 47,595,911   | ▼2.8%        | 88           | 636,964      | ▲177.8%      | 165          | 順差▼  |
| 2022 | 41,135,738 | ▼14.7%   | 115      | 40,814,925   | ▼14.2%       | 97           | 320,813      | ▼49.6%       | 171          | 順差▼  |
| 2023 | 23,824,333 | ▼42.1%   | 124      | 23,358,315   | ▼42.8%       | 101          | 466,018      | ▲45.3%       | 164          | 順差▼  |
| 2024 | 23,873,018 | ▲0.2%    | 123      | 23,524,018   | ▲0.7%        | 100          | 349,000      | ▼25.1%       | 170          | 順差▲  |

2023年的兩國貿易項目如下：
出口至賴索托的前10大項目為：針織或鉤針織品，其寬度超過30公分，且含彈性紗或橡膠線重量在5%與以上；針織或鉤針織圈絨織物；服飾附屬品與零件；其他針織或鉤針織品；撚線、繩、索與纜；其他塑料製品與特定材料制成品；纸或纸板製之各種標籤；稻米；氢氧化钠或氢氧化钾、过氧化钠或过氧化钾；纱线、織物或紡織纖維成品之處理機器等。
自賴索托進口的項目為：廢棉；電路開關、保護電路或連接電路用之電氣用具、光纖、光纖束、光纤电缆或光纖傳輸纜用之連接器；特殊物品，含進口未超過5萬新臺幣之小額報單與其他零星物品；锌製品等。

### 投資
根據中華民國經濟部投資審議司統計，截至2023年，在賴索托的臺商約40家，並結合成立臺灣商會，其中超過半數的臺商從事紡織相關產業，包括成衣、紡織、繡花、印花與包裝紙，總投資金額約10億美元，計有10件，是賴索托最大外資來源，占比將近90%。臺商目前直接雇用約5萬名員工，另有15萬名員工間接受益，約占全國就業人口的25%，每年創匯超過10億美元；賴索托對臺灣投資計有2件。

## 交流

### 援助
1992年初，非洲南部嚴重缺雨造成大規模乾旱，中華民國政府捐贈100萬美元予賴索托，用以購買玉米賑濟災民。
台灣世界展望會從1999年開始，每年投入1,300多萬新台幣，幫助5,800名兒童，並教育賴索托人耕種，增加糧食和收入。2012年，賴索托宣布全國進入糧食危機狀態，行政院農業委員會農糧署透過台灣世界展望會，捐贈2,000噸白米應急。
2002年2月，非政府組織的醫療團台灣路竹會赴賴索托義診。抵達當地後，由於中華人民共和國向賴索托外交部施壓，使得該國衛生部不同意醫療團在當地義診，為了避免醫療資源浪費，路竹會轉往史瓦濟蘭義診。
2009年，慈濟志工發放向賴索托農民發放耐旱的玉米種子，幫助當地居民自力更生。
2010年7月13日，慈濟的志工們計畫收購這些玉米，當做冬令發放的物資，今年賴索托的慈濟冬令發放，總計發放四場，幫助超過八百個家庭。

## 協定
| 日期           | 簽署                                                 | 備註         |
| -------------- | ---------------------------------------------------- | ------------ |
| 1968年11月13日 | 《中華民國與賴索托王國技術合作協定》                 | 以下簡稱中賴 |
| 1969年12月21日 | 《中賴友好條約》                                     |              |
| 1974年8月7日   | 《中華民國政府與賴索托王國政府關於簽證免費協定換文》 |              |
| 1982年12月1日  | 《中賴貿易協定》 《中賴投資促進與保護協定》          |              |
| 1990年6月27日  | 《中賴農業技術合作協定》                             |              |

## 簽證

持中華民國護照的中華民國國民簽證要求分布圖：入境賴索托可以電子簽證。

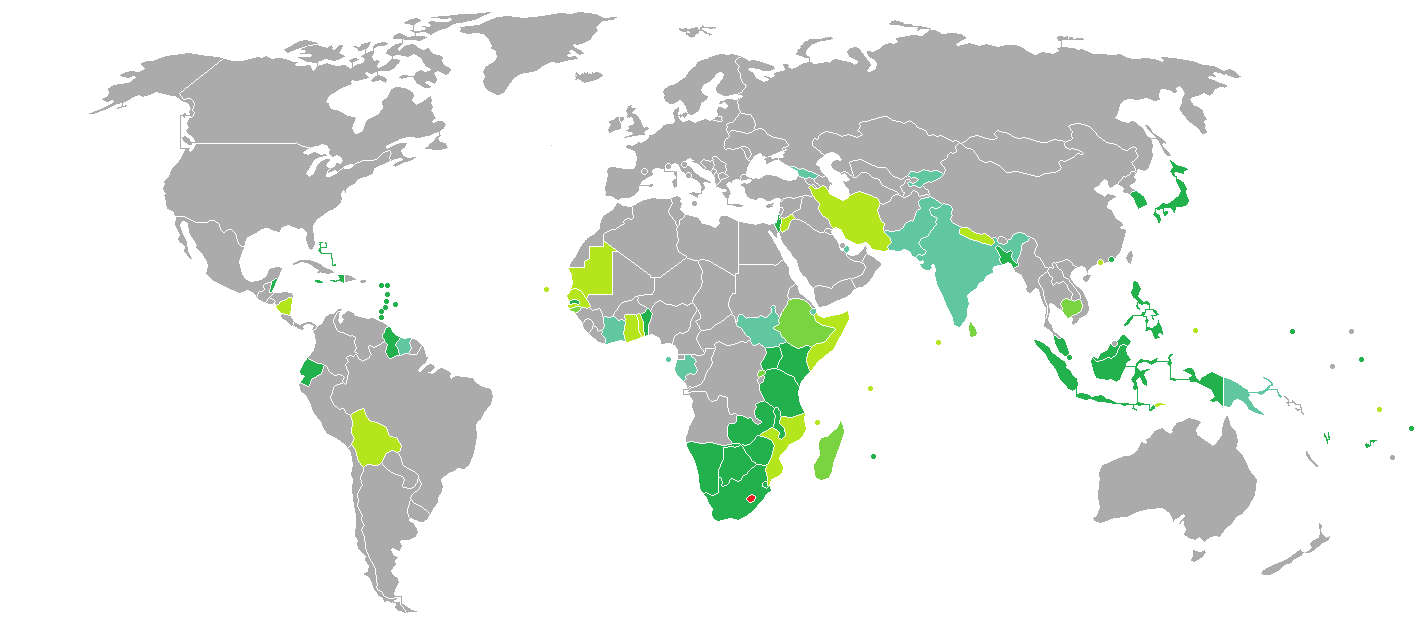
持賴索托護照的賴索托人口簽證要求分布圖：入境中華民國需要簽證。

兩國國民皆須申請簽證方可入境對方國家。持中華民國護照、邀請函以及黄热病疫苗接種證明的中華民國國民可至賴索托網站付費申辦觀光、商務及學生簽證。經由南非國際機場轉機入出境賴索托，不需申辦南非過境簽證；若出機場再轉搭陸上交通工具前往賴索托，因已實際入境南非，故須申辦南非簽證。
持賴索托護照的賴索托國民抵台參加由中央政府機關主辦、協辦或贊助之國際會議、運動賽事、商展或其他活動，亦可以電子簽證入境中華民國，停留最多30天並不得延期。

## 交通

### 航空
資料截至2023年6月28日

#### 客運
兩國無直航班機，亦無中華民國→直航第三地→賴索托，需多次轉機前往。
例如：
- 臺北→杜拜→約翰尼斯堡→賴索托的莫舒舒一世國際機場。

## 外部連結
- 中華民國外交部－賴索托王國簡介 （页面存档备份，存于）
- 駐南非共和國台北聯絡代表處
- 外交部領事事務局－國外旅遊警示分級表
- 中華民國衛生福利部－國際旅遊疫情建議等級
- 中華民國國際經濟合作協會 （页面存档备份，存于）